# Jackie Young
Jacquelyn "Jackie" Young, född 16 september 1997, är en amerikansk basketspelare. 
Young deltog vid olympiska sommarspelen 2020 och var en del av USA:s lag som tog guld i tremannabasket.